# KAI KF-X
KAI KF-X (Korea Aerospace Industries KF-X) — южнокорейская программа разработки передового многоцелевого истребителя поколения 4++ для Военно-воздушных сил Республики Корея (ROKAF) и ВВС Индонезии (TNI-AU), возглавляемая Южной Кореей и Индонезией в качестве основных партнёров.
Это вторая программа разработки истребителей Южной Кореи после KAI T-50 Golden Eagle.

## Разработка
О проекте впервые было объявлено президентом Южной Кореи Ким Дэ Чжуном на выпускной церемонии в Академии ВВС в марте 2001 г.
Начальные эксплуатационные требования к KF-X (Korean Fighter eXperimental), как заявили в Агентстве по оборонному развитию (Agency for Defence Development), предусматривали разработку одноместного, двухмоторного реактивного самолёта с использованием стелс-технологий. По габаритам самолёт должен превышать Dassault Rafale и Eurofighter Typhoon, но всё же меньше, чем F-35. Основной целью программы является создание к 2020 году истребителей поколения 4++ с более высокими возможностями, чем истребители типа KF-16.
15 июля 2010 Южная Корея и Индонезия договорились в Сеуле сотрудничать в производстве KF-X.
В марте 2021 г. KAI объявила о почти полном завершении сборки первого образца первого лётного прототипа; выкатка первого южнокорейского истребителя состоялась в начале апреля.
Подняться в воздух новая боевая машина должна в 2022 году.
19 июля 2022 года состоялся первый успешный полёт опытного образца многоцелевого истребителя KF-21 "Порамэ" ("Сокол"). ЗВО 2/2023, задняя обложка.

## Характеристики

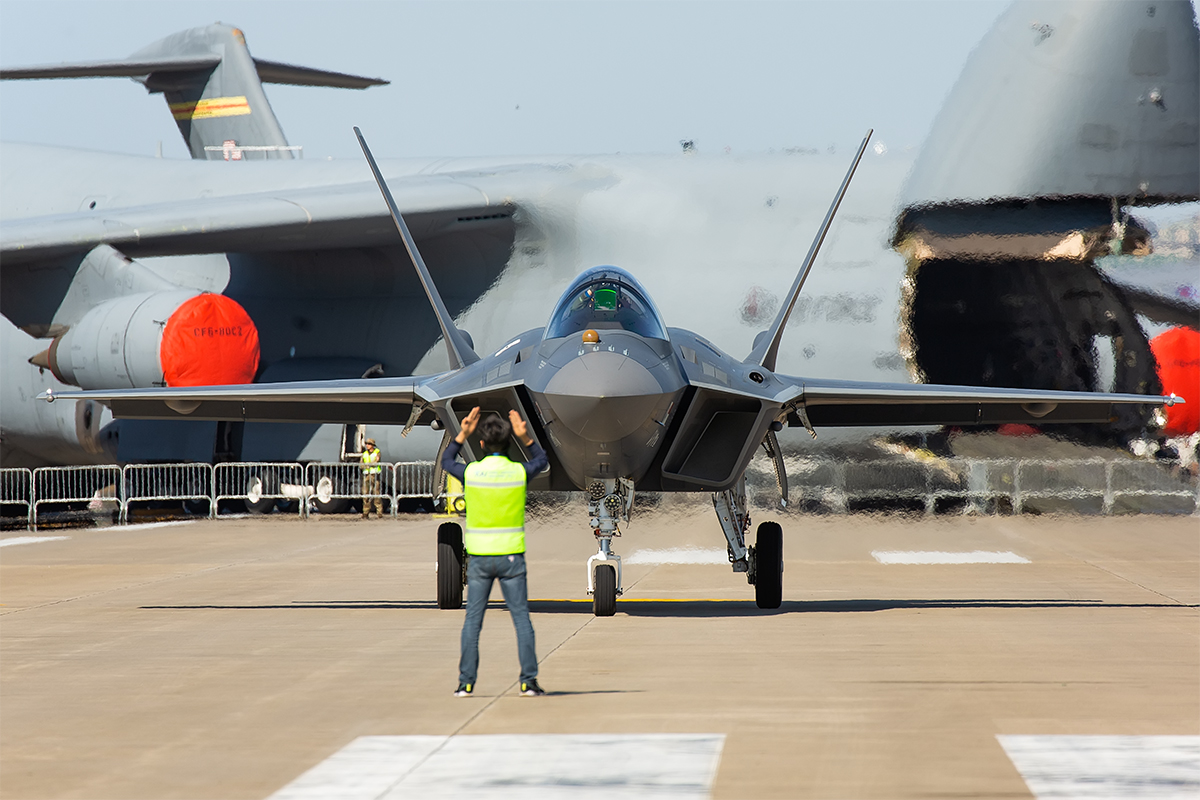
KF-21 на международной выставке Seoul ADEX 2023.

Технические характеристики
- Экипаж: 1 человек
- Длина: 16.9 м
- Размах крыла: 11.2 м
- Высота: 4.7 м
- Площадь крыла: 46.5 м2
- Масса пустого: 11,800 kg
- Нормальная взлётная масса: 17,200 kg
- Максимальная взлётная масса: 25,600 kg
- Силовая установка:  ×  
  - Бесфорсажная тяга: {{{количество двигателей}}} × 57.8 kN
  - Форсажная тяга: {{{количество двигателей}}} × 97.9 kN
- Вспомогательная силовая установка:  ×  General Electric F414-GE-400K

Лётные характеристики
- Максимальная скорость: 1,81 маха
- Практическая дальность: 2900 км

Вооружение
- Боевая нагрузка: 7,7 т